# Pignoniste
 (juillet 2012).
- Si vous ne connaissez pas le sujet, laissez ce bandeau (vous pouvez alors contacter les auteurs).
- Si vous supprimez le contenu mis en cause (vous pouvez préalablement contacter les auteurs),

argumentez précisément cette suppression dans la page de discussion
(un manque de référence n'est pas un argument ; une recherche réelle de référence doit avoir été effectuée, être formellement documentée).

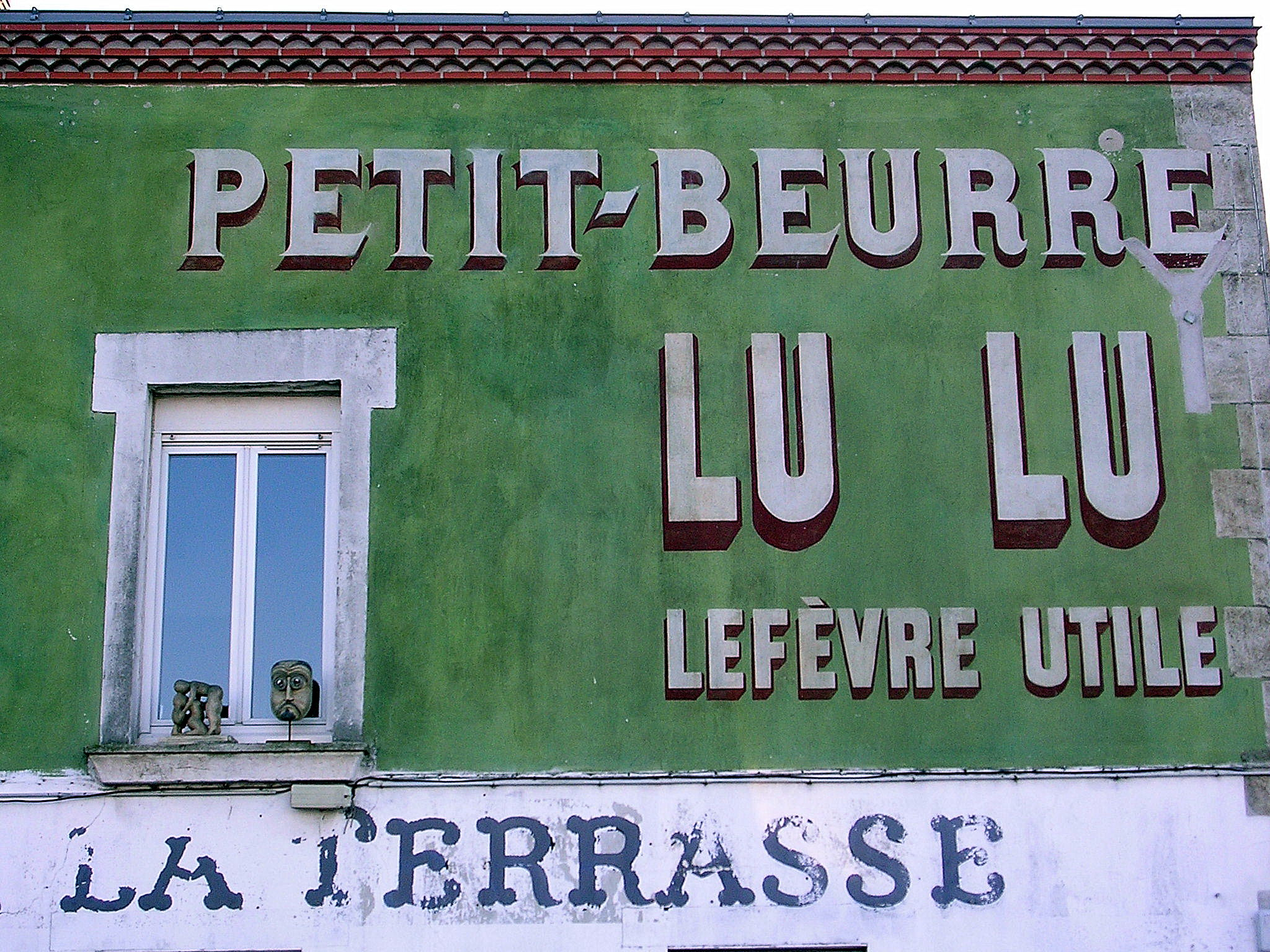
Publicité murale pour LU.

Un pignoniste est un peintre en publicités murales. Son nom vient du fait qu'il peignait souvent sur le pignon d'une maison, afin que la publicité soit visible par tous, notamment par les automobilistes. Ce terme semble ne pas se trouver dans les dictionnaires, mais il était couramment utilisé entre eux par les gens de la profession.

## Histoire
Il existait des sociétés de pignonistes. Celles-ci engageaient de jeunes apprentis peintres et les formaient au métier. Les sociétés Luxor et Lux Routes ont notamment fait parcourir la France à leurs pignonistes pour peindre du « cognac Martell » et de la « Kronenbourg ».
Ce métier a disparu en France dans les années 1960, mais des passionnés font encore exister cet art. Les publicités murales ont laissé place aux panneaux publicitaires.
Cette profession existe toujours dans de nombreux pays, notamment les pays en voie de développement où le faible coût de la main-d'œuvre rend la publicité murale rentable.

## Photos

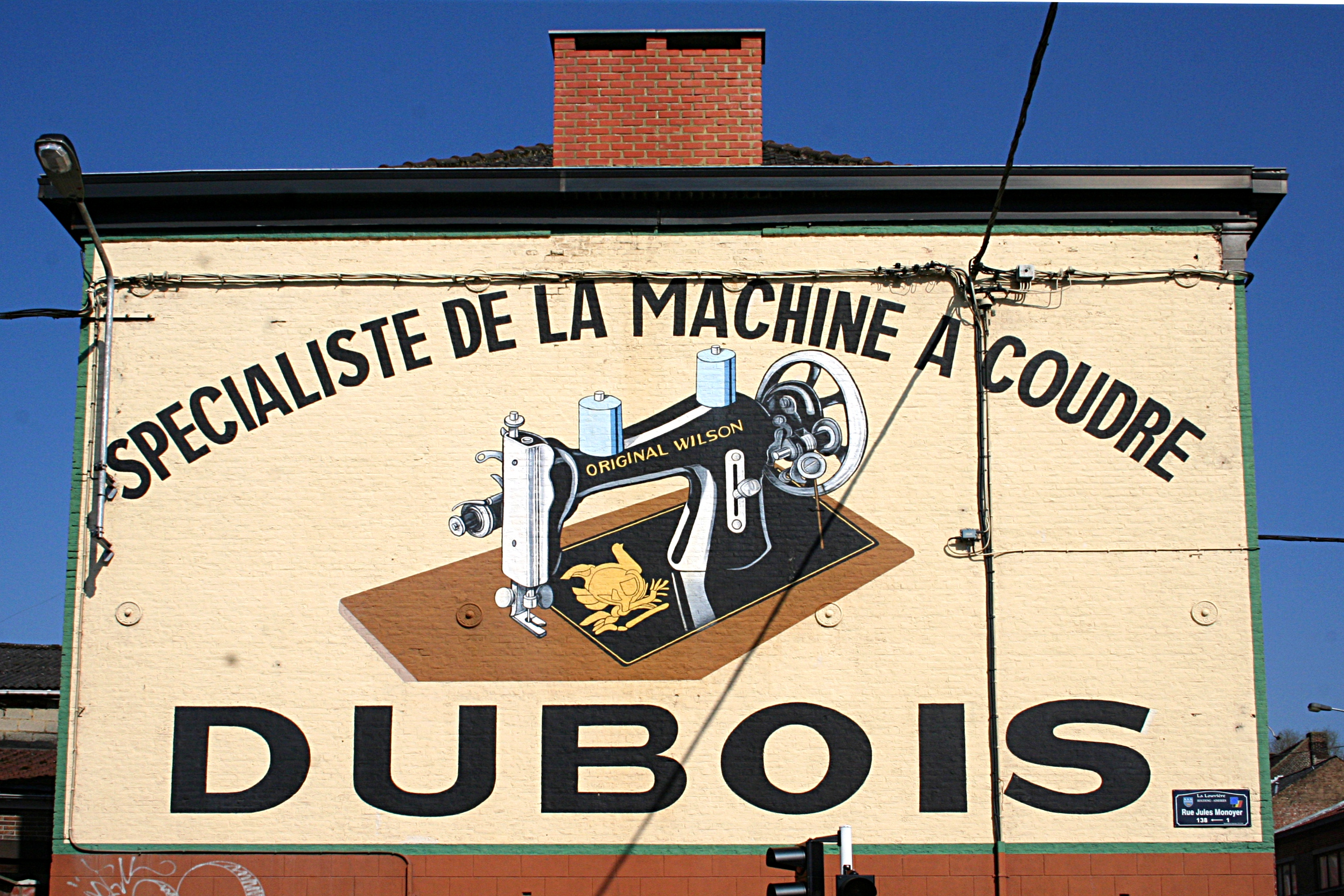
Ancienne publicité murale à Houdeng-Aimeries en Belgique.
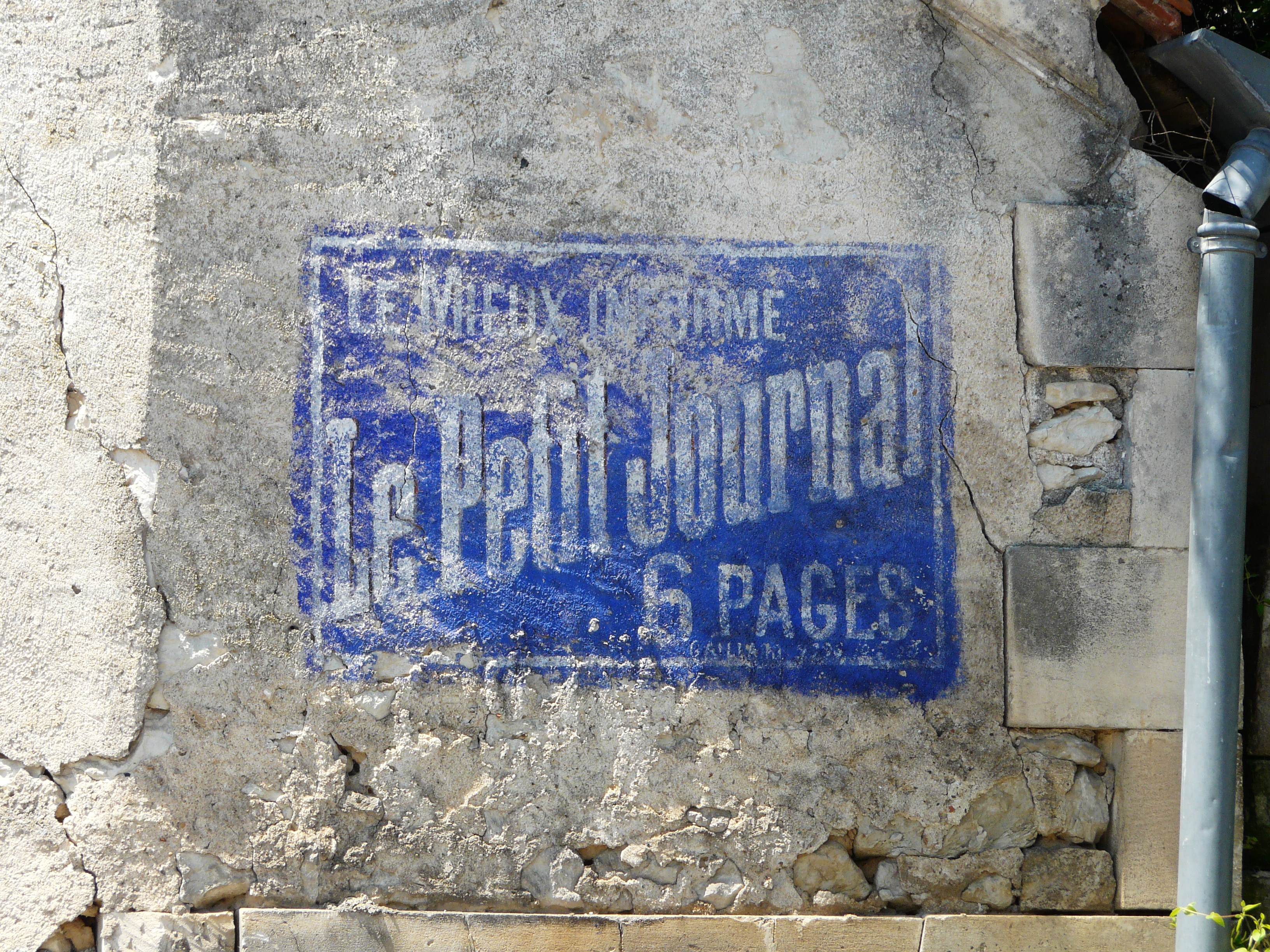
Ancienne publicité murale à Lisle en France.
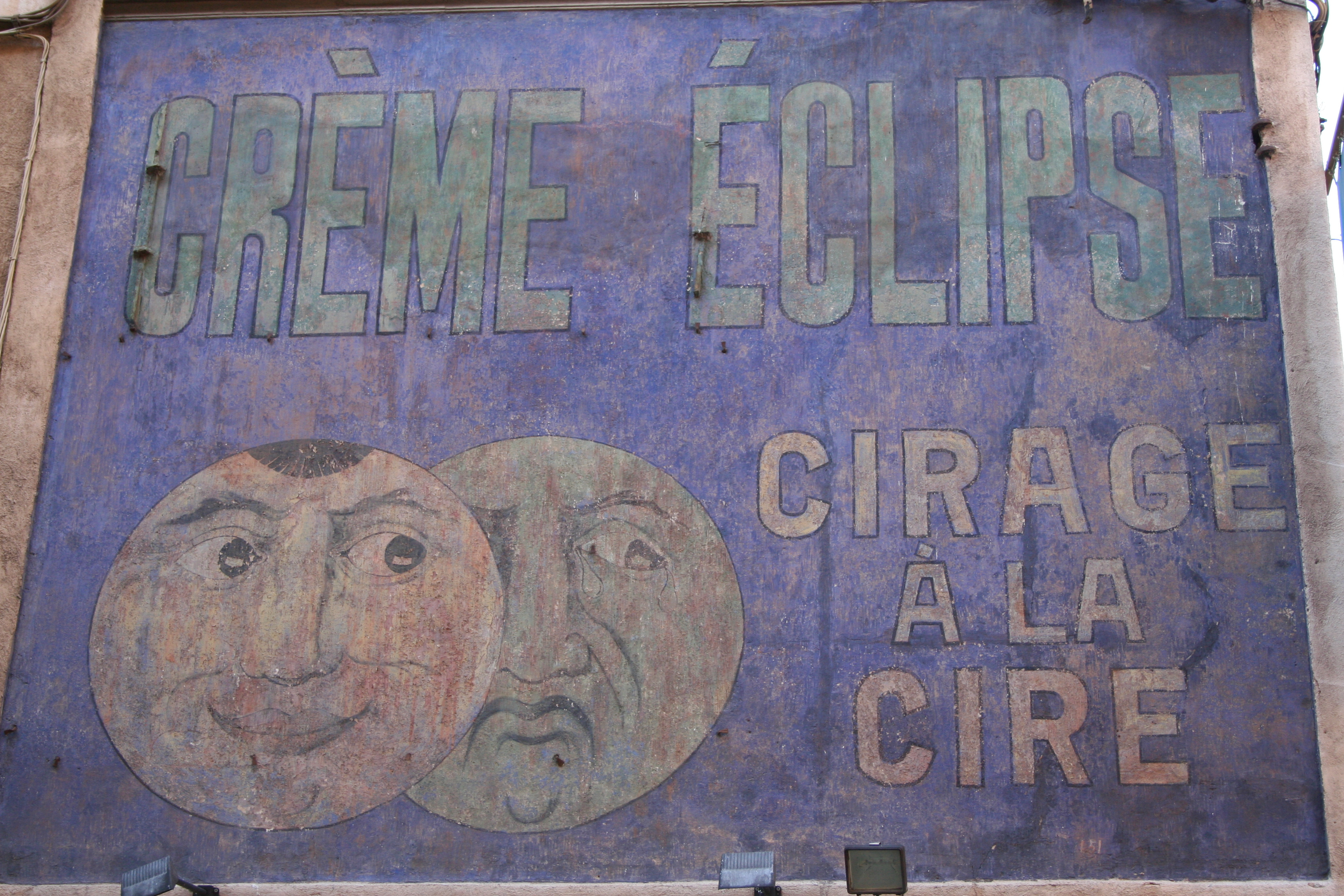
Ancienne publicité murale à Aix-en-Provence en France.
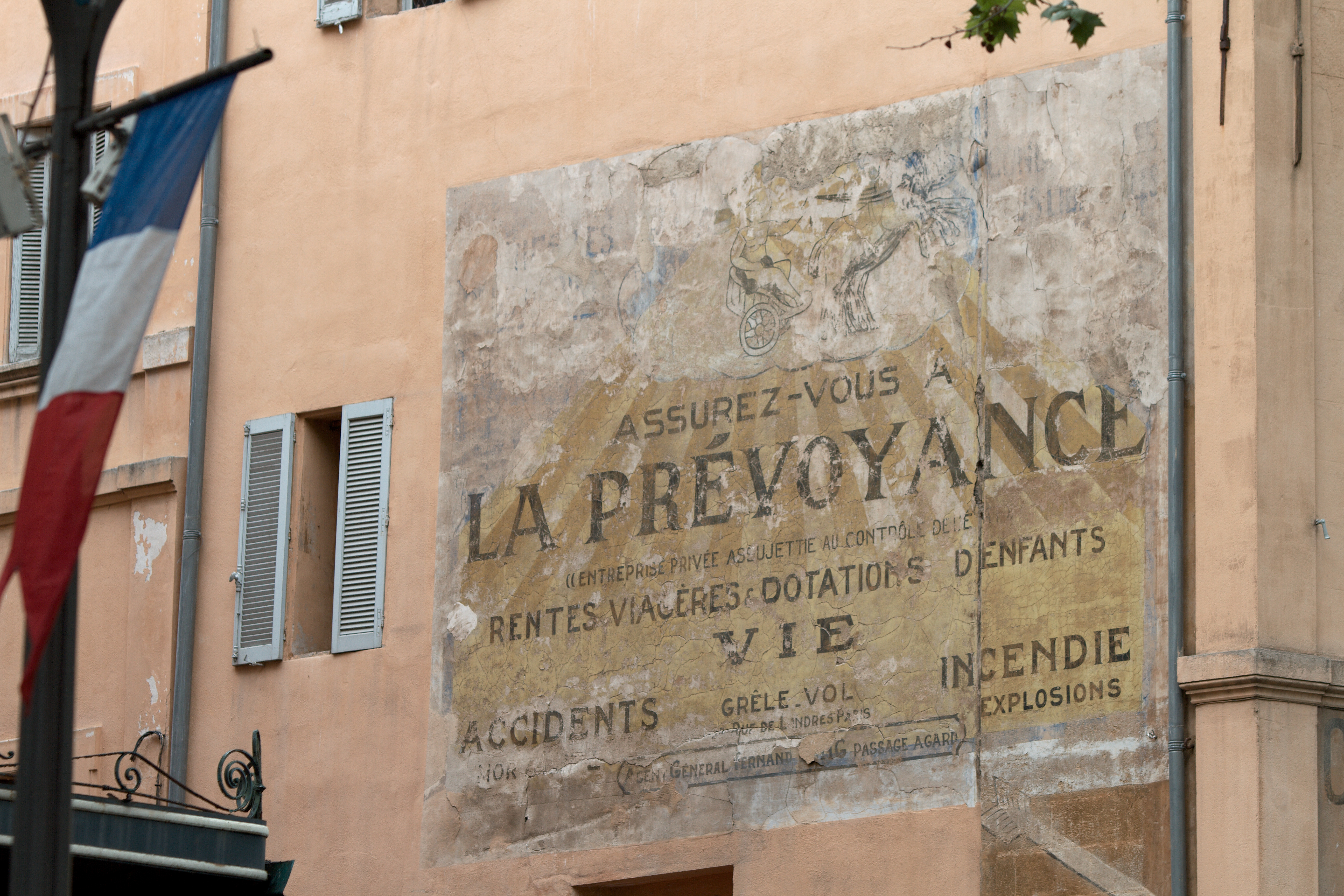
Ancienne publicité murale à Aix-en-Provence en France.
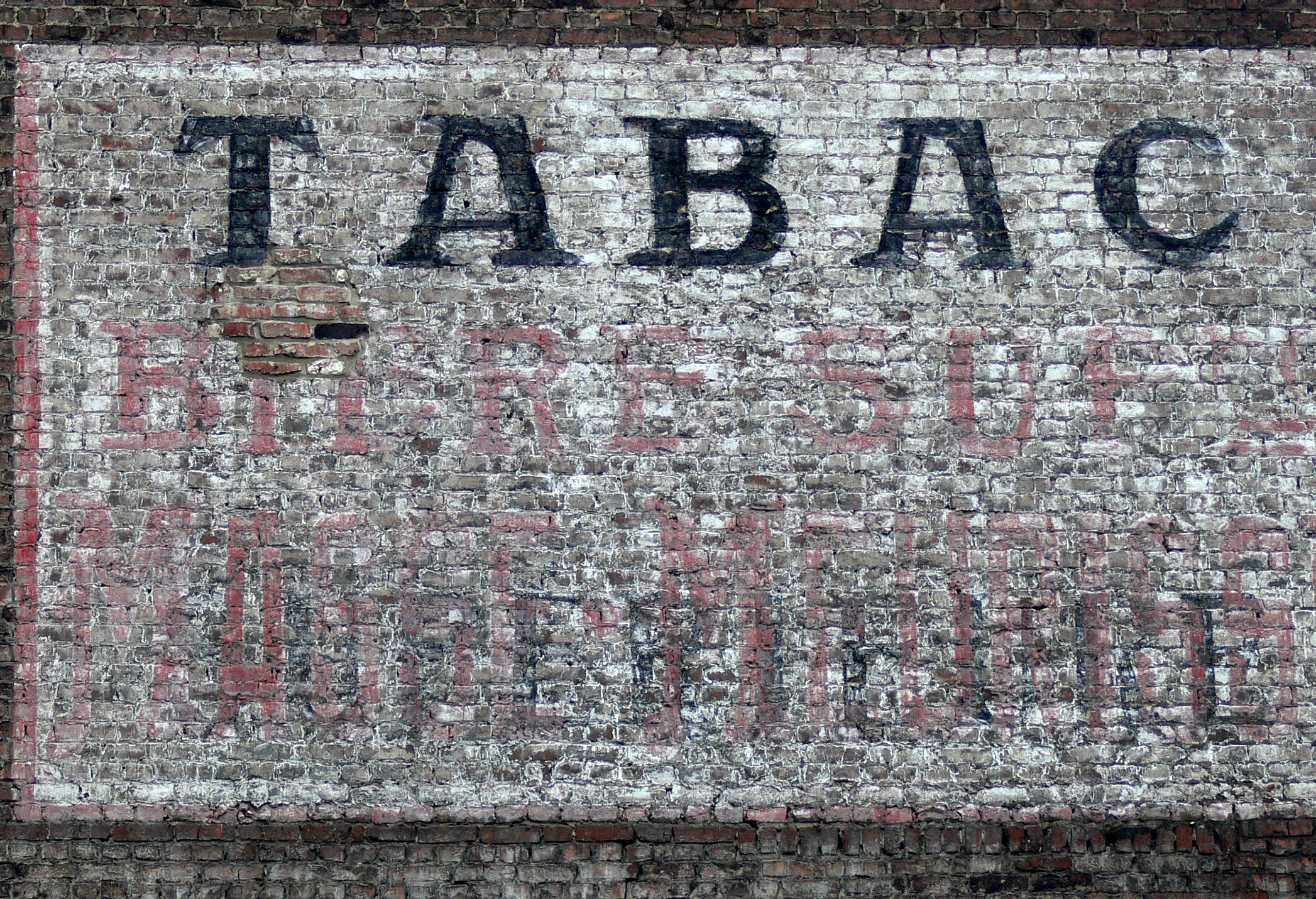
Ancienne publicité murale à Lille en France.
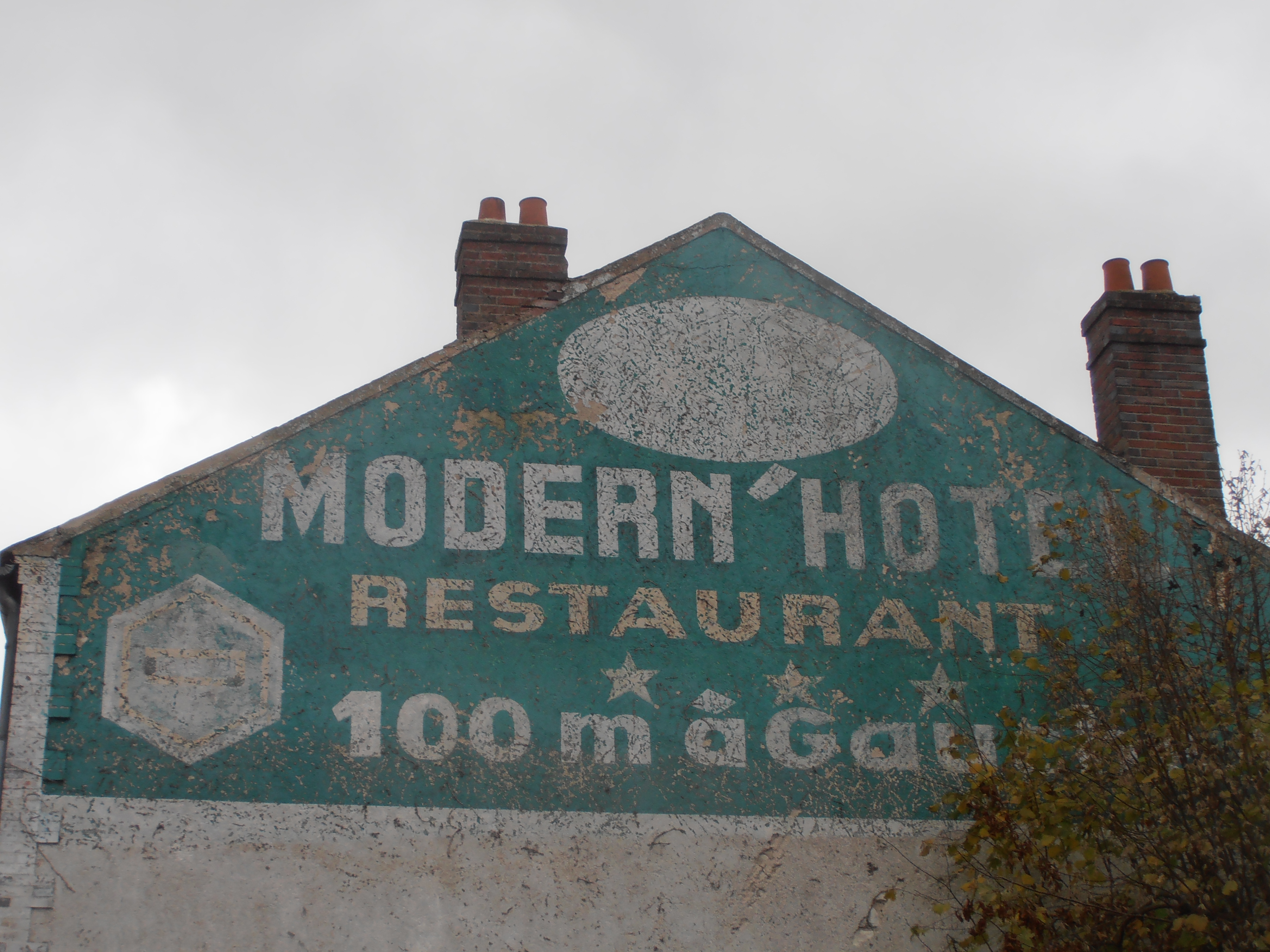
Ancienne publicité murale à Joigny en France.
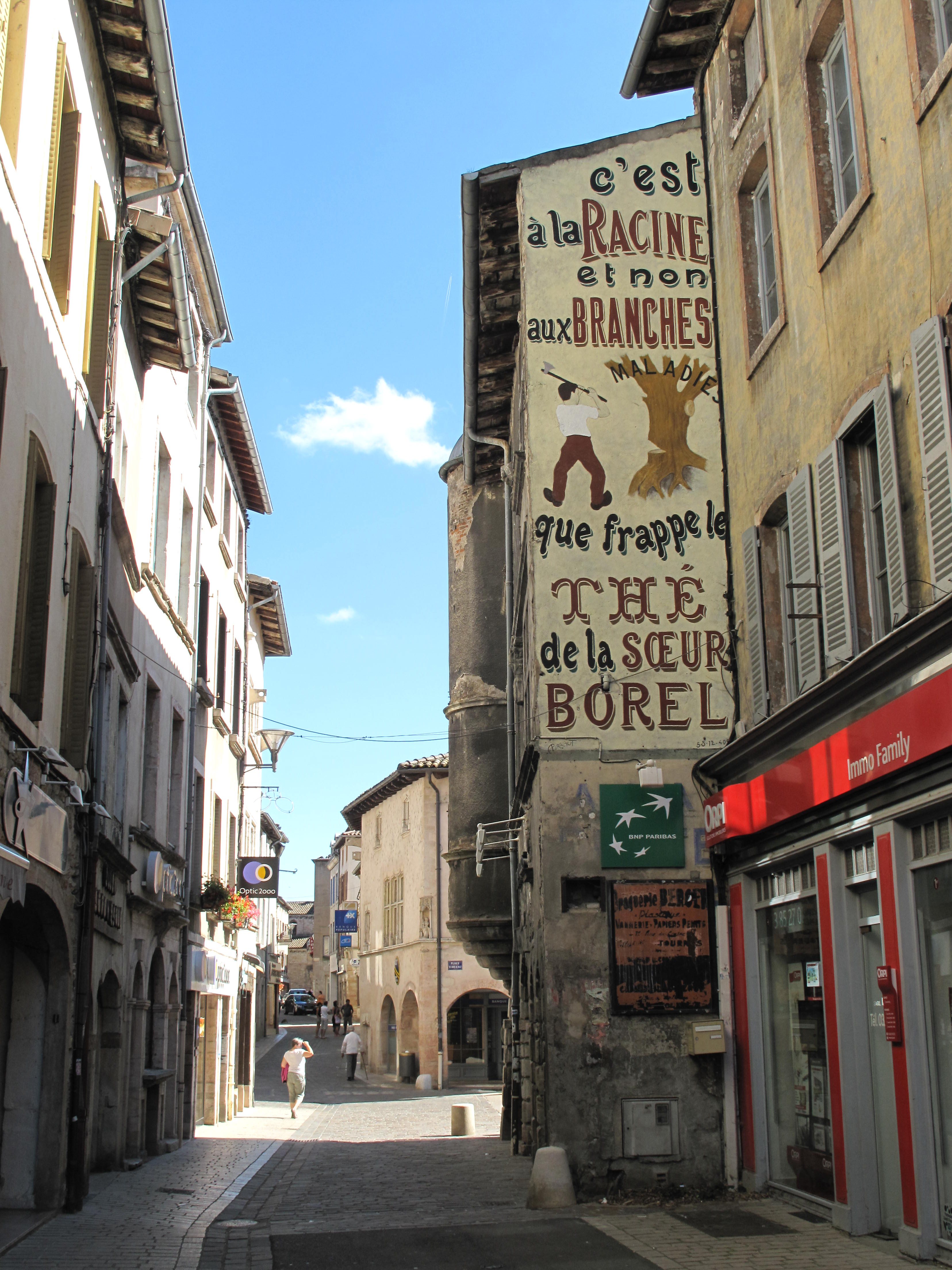
Ancienne publicité murale à Tournus en France.

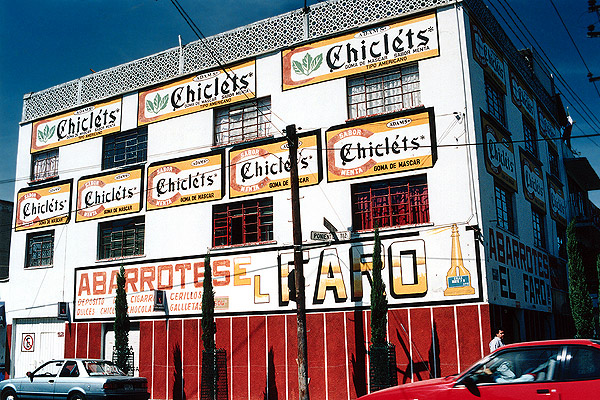
Publicité murale récente au Mexique.